# Comenius-Szeges János-legenda
A Comenius-Szeges János-legenda szerint Johannes Amos Comenius, a neves morva pedagógus, magyar származású volt, és ezért egyes magyar forrásművekben Comenius-Szeges Jánosnak nevezik.

## A legenda eredete
Ez a névhasználat általánosan is gyakori, különösképpen Sárospatakon, ahol egy 2011-ben felavatott emléktábla szerint Comenius magyar szülők gyermekeként jött a világra és a keresztségben a Szeges János nevet kapta. A Comenius-Szeges János-legenda gyökerei azonban mélyebbre, az 1970-es évek elejére nyúlnak vissza. Comenius halálának 300 éves évfordulóján, 1970-ben, Szalatnai Rezső, az ismert magyar felvidéki származású irodalomtörténész, több előadásban és cikkben közölte, hogy Comenius ősei, (akikről Milada Blekastad disszertációja után ismert lett, hogy a Szeges nevet viselték), a történelmi Magyarország északnyugati határát védő gyepűjén laktak, a mohácsi vész után kimenekültek Morvaországba és ott más menekültekkel együtt továbbra is zárt magyar közösségben éltek. Comenius apja, és valószínűleg anyja is, magyarok voltak, apját Szeges Mártonnak hívták, Nivnicébe letelepedve fiuk született, Szeges János, aki e vidéken serdült fel és alsó iskoláit is itt végezte. Még előtte, 1965-ben írta, hogy amikor a közeli Uhersky Brodba költöztek, a Szeges név helyett felvették a Komensky nevet. „Híres fia akkor még csepp gyermek volt” Szintén még a hetvenes években egy müncheni magyar emigrációs lap az északnyugati gyepűt védő székely határőr településekről számolt be, ahol a Szegesek is éltek. Sárospatakon az 1980-as években a Kollégium Tudományos Gyűjteménye látogatásánál a vendégeknek Comeniust mint a magyar származású nagy cseh pedagogikust mutatták be. A fent említett emléktábla felavatásánál egy ünnepi beszéd is elhangzott, amely a Comenius-Szeges János-legenda több lényeges elemét említette:  „Milada Blekastad megtalálta Comenius saját kézzel írott végrendeletét, amelynek végén maga Comenius áthúzta latinos felvett nevét, és odaírta az eredeti Szeges nevet. Ha valaki magyarként született, magyar szülők gyermekeként, majd felnőtt éveiben is, egészen a harmincéves háború okozta kényszerű meneküléséig eredeti nevét, a Szeges János nevet használta, és halála előtt újból tanúságként végrendeletére idézte azt, akkor nem kétséges, hogy az az ember lelke mélyén magyarként érzett”.

## A Comenius-Szeges János-legenda főbb állításai
1. Comenius végrendeletében bevallotta ősi Szeges nevét.
2. A Szeges-ősök egyik az északnyugati gyepűt védő székely-magyar településen éltek.
3. A mohácsi csata után kollektíven kivándoroltak Morvaországba, ahol továbbra is zárt magyar falvakban laktak.
4. Comenius édesapja, Szeges Marton, a 16. század derekán feleségével Nivnicében telepedett le. Később csecsemő fiukkal Uhersky Brodba költöztek és a család felvette a Komensky nevet.
5. Comenius magyar szülők gyermeke.
6. Comenius a keresztségben a Szeges János nevet kapta és a Fehérhegyi csatáig (1620), azaz 28 éves koráig, a Szeges János nevet használta.
7. Mindezek után természetes, hogy Comenius a lelke mélyén haláláig magyarnak tartotta magát.

## A legenda cáfolata
Az első jelentés Comenius elődei nevéről 1964-ben járta be a cseh-szlovák és a magyar sajtót. Prágában, a Károly-Egyetemen éveken át tanulmányozták Comenius megkerült kéziratos művét, a Clamores Eliae-t, és Uhersky Brodon és környékén, de Nyugat-Szlovákiában is, egyes községi-városi levél- és irattárakban megkezdődött a kutatás a Segeš és Komenský nevek után. A prágai és a levél- illetve irattári kutatások eredményei bizonyítják, hogy a Comenius-Szeges János-legenda állításai nem tarthatók.
- Comenius nem a végrendeletében, hanem egy ajánlástervezetben írta be nevét, mint ”Jan Amos Segeš Nivnický, apja után Komenský”. A kézzel irt dedikáció a Clamores Eliae 137d oldala hátulján látható és olvasható.[13] A dedikáció szövegét Comenius egy régebbi munkájából vette át, amelyet még 1665 előtt, vagyis jóval halála előtt, írhatott.[14]

- Közismert, hogy a gyepűvédőrendszert Magyarországon a tatárjárás után feladták. Ha volt is tehát ilyen gyepű az északnyugati határon, 300 év után a falvak legtöbbje elszlovákosodott. A Szeges név gyakori a Vág jobb oldali partvidékén, Trencsén és Nagyszombat között, a szlovák falvakban is.[15]

- A Segeš név ismert volt Morvaországban, pontosabban Magyarbródban, már jóval a mohácsi csata előtt. 1492-ben, a város évkönyvében dokumentált, hogy egy Segeš nevű városi polgár vendéglőt nyitott.[16]

- Comenius nagyapja, Jan Szeges, Komna község polgárainak listája szerint, 1531-ben megkapta a fojt-tisztséget. A „fojt” községi bírót vagy bírósági végrehajtót, esetleg urasági intézőt jelent (vagy talán mind a hármat együtt), és a hivatalt a családban örökölték.[17] 1543-ban Bojkovice városában, Komna mellett, egy bírósági jegyzőkönyv egy Sekeš-Komensky községi bíróról számol be, aki kezesként szerepelt egy perben.[5] A 16. század derekán Jan Szeges-Komensky két kiskorú gyermekével: Zuzanával és Martinnal, Komnából Uhersky Brodba költözött és akkor elhagyta nevének első részét, vagyis a családi név Komensky lett.[18][19] Felnőtt fia, Martin Komensky neve először 1572-ben, majd később is többször olvasható Uherský Brod évkönyveiben[20] 1572-ben már házas, felesége Anna Chmelová, a közeli Hradčoviceből, hittársa férjének.[21] Öt gyermekük született, Kateřina (1570), Zuzana (1575), Markéta (1578), Ludmila (1590) és Jan utolsóként 1592-ben.[22] A család Uherský Brodban és/vagy a közeli Nivnicében lakott. Egy 1601-es bejegyzés szerint  Martin Komenský házat vett Uherský Brod főterén és belépett a sörfőzők céhébe.[23] Ettől kezdve a család bizonyosan Uherský Brodban élt. Szülei korai halála után, a 12 éves Jan nővéréhez, Zuzanához ment Strážnicébe[24]

- Comenius édesanyja morva származású volt. Apját ugyan kiskorában még Szegesnek hívták, de a nagykorú Martin Komensky Uherský Brod vagyonos polgára és a Morva Testvérek befolyásos tagja volt.[20] Az ő magyarságát még Dobossy László is illuzórikusnak tartja, mert a generációk sora és főleg a sajátos morva vallása teljesen ellene tanúskodnak.[25] A neves cseh történettudós Josef Polišenský szerint már a nagyapa, Jan Szeges-Komensky is, morva nemzetiségű lehetett, mert a fojt tisztsége gyakorlatilag ellentmond annak, hogy magyar anyanyelvű lett volna.[26] Ismert, hogy a felsőmagyarországi cipszer városokban, a 13.-18. században magyar vagy szlovák ember nem lehetett városi polgár. Ezek után nagyon valószínű, hogy az 1492-ben Uherský Brodban bejegyzett Szeges, Comenius dédapja is, szintén morva nemzetiségű volt. Vagyis a magyar nemzetiségű Szegeseket az 1492 előtti időben kell keresni. Mivel az emigrációban a teljes beolvadás általában a 3. generációnál történik meg, az Uherský Brodban 1492-ben bejegyzett Szeges esetleges magyar nagyapja a 15. század elején vándorolhatott be Morvaországba. Egy későbbi letelepedés már szlovák anyanyelvű Szegesekről tanúskodna. (A morvaországi cseh és a nyugat-szlovák nyelvjárások nagyon hasonlóak.)

- Comenius keresztlevele eddig nem került elő, de Martin Komensky és Anna Chmelová fiát minden bizonnyal nem nevezték Szeges Jánosnak. Comenius nővéreinek morva nevei is emellett szólnak. Comenius bizonyítottan sohasem nevezte magát Szegesnek.[27] A kisiskolást nagy valószínűséggel apja után Jan Komenskynek hívták. A gimnáziumban Jan Nivanusnak majd a Jan Amosnak nevezte magát.[28] A Heidelbergi Egyetemre Johannes Amos Nivanus Moravus néven iratkozott be.[29]  1618-ban első házassági szerződése szerint Jan Amosnak hívta magát.[30]  Családja elhalálozása után 1624-ben újra megnősült és e házassági szerződésben mint Jan Komensky szerepel.[31] 1627-ben megjelent híres műve: Morvaország térképe, a szerző J. A. Comenius, vagyis Johannes Amos Comenius.[31] És ezen a néven ismeri őt ma is a világ.

- Comenius nemzeti hovatartozásáról két személyes vallomása ismert. (Itt még meg kell említeni, hogy a négy évig (1650-1654) tartó sárospataki működése alatt soha nem beszélt a Szeges nevű elődeiről és amikor 1654 nyarán elhagyta Sárospatakot, egyik kisebb munkáját (Gentis felicitas) II. Rákóczi Györgynek küldte saját nevében és nyomatékosan mint külföldi.[32] Első vallomása a már többször említett és nagy valószínűséggel 1665 előtt fogalmazott Clamores Eliae dedikáció szövegében található, amely így kezdődik: „Kedves szülőhazámnak, Morvaországnak, hűséges fiainak egyike: Jan Amos Szeges Nivnicky, apja után Komensky”.[33] A másik vallomás szintén egy ajánlásban rejtőzik. Miután a lerombolt Lesznóból elmenekült, Amsterdamban telepedett le, és 1667-ben a városatyáknak dedikált Schola ludus művében így mutatkozott be: ”Moravus ego natione, lingua Bohemus”.[34]

## Tanulság
„A legenda újabb időkben a nem bizonyítható, de nagy populáris hatást kiváltó, félig igaz történeteket is jelenti”. A Comenius-Szeges János-legenda egy tipikus példája a modern, szekularizált legendáknak. Kiindulva egy igaz történet magvából, vagyis hogy Comenius távoli ősei a történelmi Felső-Magyarország nyugati határvidékén éltek, köztük magyarok is lehettek, és több évszázaddal születése előtt a szomszédos Morvaországba költöztek, kinőtt egy valótlan feltevésekre alapozott tényanyaggyűjtemény, amely a nemzeti öntudat, büszkeségérzés erősítésére céloz. És az érzések és érzelmek világában nem illik racionális érvekre hivatkozni.